# 我家的美好時光
《我家的美好時光》，是一部描寫冷鍾玉惠慈濟師姐和冷興發慈濟師兄的真實人生電視劇，由況明潔 、楊慶煌 、張靜之 
、唐治平等演員領銜主演，於2020年4月24日在大愛電視20:00首播。
此劇也是況明潔和楊慶煌兩位演員繼1992年《再世情緣》電視劇睽違近28年後，再度合作演出夫妻與主要角色的電視劇。
2021年10月2日該劇男主角唐治平以飾演青年期時冷興發角色入圍第56屆金鐘獎『戲劇節目男主角獎』。

## 大愛會客室

### 首播
| 片名       | 頻道       | 播映日期      | 播映時間        |
| 大愛會客室 | 大愛海外台 | 2020年4月24日 | 21:00-21:11播出 |
| 大愛會客室 | 大愛電視台 | 2020年4月24日 | 00:19-00:30播出 |
| 大愛會客室 | 大愛海外台 | 2020年4月24日 | 09:49-10:00播出 |

## 播出時間
以下時間以當地時間（台灣時間）為準

### 電視首播
| 頻道                            | 所在地               | 播映日期                    | 播映時間                  |
| 大愛電視台 （數位頻道同步播出） | 台灣                 | 2020年4月24日－2020年6月4日 | 20:00-20:48播出（無廣告） |
| 大愛海外台                      | 與大愛電視台同步播出 | 2020年4月24日－2020年6月4日 | 20:00-21:00播出（含廣告） |

### 網路首播
| 頻道                 | 備註                 | 播映日期                    | 播映時間                  |
| Yahoo! TV            | 與大愛電視台同步播出 | 2020年4月24日－2020年6月4日 | 20:00-20:48播出（無廣告） |
| YouTube 大愛網路劇場 | 與大愛電視台同步播出 | 2020年4月24日－2020年6月4日 | 20:00-20:48播出（無廣告） |

## 演員列表

### 主要演員
| 演員   | 角色             | 介紹 | 登場集數                   |
| 況明潔 | 冷鍾玉惠         | 本劇女主角，宜蘭人，到台北工作，透過好友彩雲透過車頭介紹所管道在一間撞球館擔任計分服務員，在好友彩雲與彩雲母親安排下認識興發而開始交往並結婚。結婚後生了五個小孩；分別大女兒（春蘭）、二女兒（春菊）、小兒子（建明）、三女兒（莉萍）、小女兒（秀英） | 第1、13-第30集             |
| 張靜之 | 冷鍾玉惠（青年） | 本劇女主角，宜蘭人，到台北工作，透過好友彩雲透過車頭介紹所管道在一間撞球館擔任計分服務員，在好友彩雲與彩雲母親安排下認識興發而開始交往並結婚。結婚後生了五個小孩；分別大女兒（春蘭）、二女兒（春菊）、小兒子（建明）、三女兒（莉萍）、小女兒（秀英） | 第1集－第13集              |
| 楊慶煌 | 冷興發           | 本劇男主角，原為大陸外省籍，早年跟隨軍隊撤退來台灣，申請退伍。在台北自行經營豆漿早餐車生意，洗衣店老闆娘彩雲母親安排下認識玉惠而開始交往並結婚。 | 第1、13－第30集            |
| 唐治平 | 冷興發（青年）   | 本劇男主角，原為大陸外省籍，早年跟隨軍隊撤退來台灣，申請退伍。在台北自行經營豆漿早餐車生意，洗衣店老闆娘彩雲母親安排下認識玉惠而開始交往並結婚。 | 第1集－第13集              |
| 袁儷珊 | 冷春蘭           | 冷興發與冷鍾玉惠的大女兒。 | 第13集－第30集             |
| 卓楚妍 | 冷春菊           | 冷興發與冷鍾玉惠的二女兒。 | 第13集－第30集             |
| 張柏謙 | 冷建明           | 冷興發與冷鍾玉惠的獨子，曾有段時間在美國讀書、定居。 | 第16集-第30集              |
| 陳思樺 | 冷莉萍           | 冷興發與冷鍾玉惠的三女兒 | 第16、22、24、25、27－30集 |
| 徐潔英 | 冷秀英           | 冷興發與冷鍾玉蕙的四女兒 | 第16集-第 集               |
| 郎祖筠 | 穆桂英           | 冷興發大陸的妻子 | 第集                       |
| 葉文豪 | 冷建春           | 冷興發與穆桂英的獨子 | 第29集                     |
| 劉香君 | 陳美             | 大王太太 | 第集                       |
| 游耀光 | 王祺和           | 大王先生 | 第集                       |
| 呂曉菁 | 周香             | 小王太太 | 第集                       |
| 周辰達 | 王德義           | 小王先生 | 第集                       |

### 次要演員
| 演員             | 角色           | 介紹 | 登場集數     |
| 周詠訓           | 小魏           | 冷興發在軍隊時期結交的朋友，同是外省籍，即便興發選擇退伍從商，還是有繼續關心與來往，得知興發有交往後，勸他要結婚不要錯過姻緣，評估分析當時的社會動盪時代，也不敢保證興發何時能夠回到揚州老家。 | 第1集－第2集 |
| 成亮澄           | 小李           | 冷興發在軍隊時期結交的朋友，同是外省籍，即便興發選擇退伍從商，還是有繼續關心與來往，得知興發有交往後，勸他要結婚不要錯過姻緣，評估分析當時的社會動盪時代，也不敢保證興發何時能夠回到揚州老家。 | 第1集－第2集 |
| 苗真             | 彩雲           | 冷鍾玉惠的好朋友，與玉惠感情情同親姊妹，幫玉惠介紹撞球間的工作職缺給她，以及將自己母親的洗衣客人冷興發介紹給她認識。                                                                           | 第1集－第2集 |
| 李信恩           | 老丁           | 彩雲丈夫，外省人，年輕時擔任船員，婚後答應妻子辭掉原有職位，自行開店做包飯生意，非常孝順自己丈母娘，疼愛妻子與女兒。                                                                           | 第1集－第2集 |
| 何璦芸           | 楊美娥         | 彩雲母親，經營洗衣店生意，非常有生意頭腦，打算將自己的洗衣客人冷興發介紹給冷鍾玉惠認識，並且希望當她她們的媒人。                                                                               | 第1集－第2集 |
| 許家榮           | 鍾水           | 冷鍾玉惠的父親，起初固有傳統觀念反對女兒玉惠嫁給外省人，怕女兒會嫁到大陸，以後要再見面很難。                                                                                                   | 第2集        |
| 赫容             | 蘇招男         | 冷鍾玉惠的母親，有聽到彩雲和月桂的分析興發這個人，所以有幫忙勸進自己丈夫要成全女兒的婚姻幸福。                                                                                                 | 第2集        |
| 吳姵琳（吳佩凌） | 鍾月桂（青年） | 玉惠的姐姐，婚後在台北生活就近照顧玉惠，內心希望自己妹妹玉惠能夠幸福與住在台北，有幫忙細心觀察認為興發人品與個性都不錯，覺得未來能當玉惠稱職的丈夫。                                           | 第2集        |
| 王瑩瑩           | 鍾月桂         | 玉惠的姐姐，婚後在台北生活就近照顧玉惠，內心希望自己妹妹玉惠能夠幸福與住在台北，有幫忙細心觀察認為興發人品與個性都不錯，覺得未來能當玉惠稱職的丈夫。                                           |              |
| 劉濟民           | 陳通源（青年） | 玉惠姐夫，職業為公務人員，跟玉惠分析說本省人與外省人都好，重點是要兩人相處得來，有幫忙細心觀察認為興發人品與個性都不錯，覺得未來能當玉惠稱職的丈夫。                                           | 第2集        |
| 王希華           | 陳通源         | 玉惠姐夫，職業為公務人員，跟玉惠分析說本省人與外省人都好，重點是要兩人相處得來，有幫忙細心觀察認為興發人品與個性都不錯，覺得未來能當玉惠稱職的丈夫。                                           |              |

### 其他演員
| 演員   | 角色   | 介紹 | 登場集數             |
| 張懷媗 | 阿美   | 冷鍾玉惠在撞球間任職時期的前輩同事兼宿舍室友，與玉惠工作上相處得來，也大方不吝嗇的教會她許多工作職務上的內容。                               | 第1集－第2集         |
| 徐加玲 | 老闆娘 | 冷鍾玉惠在撞球間任職時期老闆娘，對待旗下員工如同家人，看過各式各樣人，懂得如何處理職場上糾紛事件，得知玉惠開始與興發開始交往時也很支持他們。 | 第1集－第2集         |
| 劉克勉 | 汪司令 | 冷興發在軍隊時期的長官，准許興發退伍，並贈予一份薪水與一份西裝，祝福興發的往後生活能夠順利美滿。                                             | 第1、3集             |
| 高子芳 | 沈太太 | 冷興發的鄰居，雖然家境清寒，且還有孩子照顧，但也時常與興發分享交換自己種植蔬菜食物來互助。                                                   | 第1集－第2集         |
| 鄭奕   | 陳俊誠 | 冷興發與冷鍾玉惠的女婿，冷春蘭的丈夫。 |                      |
| 吳梓熙 | 王牧   | 冷興發與冷鍾玉惠的女婿，冷春菊的丈夫。 | 第22集、28集－第29集 |
| 鄭楠鐘 | 閰裕民 | 冷興發與冷鍾玉惠的女婿，冷莉萍的丈夫。 | 第28集－第29集       |

### 客串演員
| 演員 | 角色   | 介紹                                                           | 登場集數 |
|      | 劉老師 | 冷興發的鄰居，外省人到台灣定居，晚年身體不好，孤老一生的病逝。 | 第1集    |

## 電視劇歌曲
| 曲別   | 歌名     | 演唱者 | 作詞 | 作曲   | 編曲   | 製作人 | 合聲   |
| 片頭曲 | 傳家之寶 | 馬毓芬 | 十方 | 謝誌豪 | 林佩薇 | 蔡尚文 | 謝凌君 |
| 片尾曲 | 那美好   | 南穎   | 樛太 | 蕭人鳳 | 史卡非 | 史卡非 | 南穎   |

## 大愛會客室名單
| 集數  | 日期          | 來賓                     | 主持人 |
| 第1集 | 2020年4月24日 | 張靜之、唐治平           | 譚艾珍 |
| 第2集 | 2020年4月27日 | 唐治平、周詠訓           | 譚艾珍 |
| 第3集 | 2020年4月28日 | 張靜之、冷春蘭、冷鍾玉惠 | 譚艾珍 |

## 工作人員列表

### 製作團隊
- 監　製：王端正、葉樹姍、臧蕙年
- 戲劇顧問：龐宜安
- 總策劃：關兆宏
- 製作人：白國嘉、何錟光、張建顒
- 編  審：臧蕙年
- 編　劇：鄧沛雯
- 顧　問：冷鍾玉惠、冷春蘭
- 企劃宣傳：陳光隆、林志儒、魏鳳萱
- 製作協調：黃開誼
- 片頭題字：張鈞翔
- 片頭設計：朱福清
- 導　演：陳家俊、張佳賢

## 獎項紀錄

### 金鐘獎
| 年份   | 頒獎典禮     | 獎項名稱         | 入圍者 | 結果 |
| 2021年 | 第56屆金鐘獎 | 戲劇節目男主角獎 | 唐治平 | 提名 |

## 外部連結
- 我家的美好時光 官方網站 （页面存档备份，存于）－大愛劇場
- 大愛劇場的Facebook專頁
- 《我家的美好時光 （页面存档备份，存于）》-YAHOO! TV （页面存档备份，存于） 線上看

| 臺灣 大愛電視 每週一至週五 20:00 - 20:48    | 臺灣 大愛電視 每週一至週五 20:00 - 20:48       | 臺灣 大愛電視 每週一至週五 20:00 - 20:48 |
| ------------------------------------------- | ---------------------------------------------- | ---------------------------------------- |
|                                             | 我家的美好時光 （2020年4月24日－2020年6月4日） |                                          |
| 人生算什麼 （2020年3月17日－2020年4月23日） | 我在你心裡 （2020年6月5日－2020年7月2日）      |                                          |